# Nikes
Nikes è un singolo del cantante statunitense Frank Ocean, pubblicato il 20 agosto 2016 come primo estratto dal secondo album in studio Blonde.

## Classifiche
| Classifica (2016) | Posizione massima |
| ----------------- | ----------------- |
| Canada            | 77                |
| Regno Unito       | 93                |
| Stati Uniti       | 79                |